# Line-Gletscher
Der Line-Gletscher ist ein Gletscher im ostantarktischen Viktorialand. Er fließt vom südlichen Teil der Osthänge des Malta-Plateaus in östlicher Richtung zum Borchgrevink-Gletscher, den er zwischen dem Collins Peak und Mount Alberts erreicht.
Kartiert wurde er anhand von Vermessungen des United States Geological Survey und mithilfe von Luftaufnahmen der United States Navy zwischen 1960 und 1964. Das Advisory Committee on Antarctic Names benannte ihn 1970 nach Kenneth Line, Ingenieur der glaziologischen Mannschaft des United States Antarctic Research Program zur Erforschung der Roosevelt-Insel (1967–1968).